# Hrvatska dvorska kancelarija
Hrvatska dvorska kancelarija, punim imenom Kraljevska dalmatinsko-hrvatsko-slavonska dvorska kancelarija, oblik je hrvatskog ministarstva u Beču od 1860. do 1869. Bila je vrhovna upravna vlast, kojoj su bili podređeni svi organi uprave u Hrvatskoj i Slavoniji, a u čiju su nadležnost spadali svi opći i posebni poslovi nekadašnjih središnjih bečkih ministarstava prema Hrvatskoj, ali s posebnim osvrtom na njezin zaseban ustavni položaj.

## Nastanak i djelovanje
Padom Bachovog apsolutizma i donošenjem novoga ustava, tzv. Listopadske diplome 1860., započelo je i novo upravno razdoblje, označeno ukidanjem triju dotadašnjih središnjih bečkih ministarstva i osnutkom Državnog ministarstva. Kralj je 20. listopada 1860. uputio ručno pismo banu Šokčeviću i uspostavio ustavnost u Hrvatskoj. Kralj u pismu traži da sabor raspravi pitanje uređenja državnih odnosa Hrvatske s Ugarskom. 
Pri vladi u Beču osnovan je Hrvatsko-slavonski odsjek, s odsjecima za unutrašnje poslove, nastavu i pravosuđe, s time da neposrednu upravu u Hrvatskoj obavlja i dalje Carsko-kraljevsko Namjesništvo u Zagrebu pod predsjedanjem bana. Hrvatska je, međutim, Državno ministarstvo smatrala nezakonitim i zahtijevala je da se do uređenja odnosa s Ugarskom za nju osnuje dvorska kancelarija, kakve su kroz povijest u Beču imale austrijske zemlje, Češka, Ugarska, Erdelj, Lombardija i Belgija. 
Kralj je već 5. prosinca 1860. djelomično udovoljio ovom hrvatskom zahtjevu i Hrvatsko-slavonski odsjek izdvojio iz Državnog ministarstva kao zasebno tijelo pod imenom Kraljevski dvorski dikasterij za Kraljevine Dalmaciju, Hrvatsku i Slavoniju. Na njegovom čelu će biti predsjednik koji će obavljati sve važnije poslove, koji će se odnositi na Hrvatsku i Slavoniju, predlagati ih i zastupati ih u Ministarskom vijeću. Dikasterij će obavljati ne samo poslove političke uprave, nego i sve one pravosudne poslove što su ih do tada obavljala ukinuta središnja ministarstva. Za službeni jezik u Hrvatskoj je određen narodni jezik.
Dikasterij, izravno podređen Državnom ministarstvu, odnosno samom Kralju, započeo je sa svojim radom 25. siječnja 1861. godine. Predstojnikom Dikasterija, koji je bio nadležan za poslove političke uprave, sudstva te bogoštovlja i nastave u Hrvatskoj i Slavoniji, postao je hrvatski predstavnik u Ministarskom vijeću. Namjesništvo u Zagrebu je tako, umjesto pojedinim bečkim ministarstvima, neposredno podređeno Dvorskom dikasteriju.
Kako je karakter Dikasterija bio privremen, to je tijelo već naredne godine zamijenjeno Kraljevskom dvorskom kancelarijom za Kraljevine Dalmaciju, Hrvatsku i Slavoniju ili Kraljevskom dalmatinsko-hrvatsko-slavonskom dvorskom kancelarijom, a za dvorskog kancelara imenovan je Ivan Mažuranić. To se dogodilo 3. veljače 1862., a u nadležnost Kancelarije je ušla: politička uprava, bogoštovje, nastava i sudstvo u Hrvatskoj. Kancelarija je počela s radom 9. ožujka 1862. Kralj je svojim pismom od 17. travnja 1862. pozvao Kraljevsko namjesničko vijeće (koje je 1861. utemeljeno umjesto ukinutog C. K. Namjesništva da prizna Dvorsku kancelariju kao vrhovnu upravu Kraljevine Dalmacije, Hrvatske i Slavonije i da joj ne uskraćuje zakonitu poslušnost. Predsjednik Kancelarije od 1865. je bio Milan Kušević.
Previšnjim rješenjem od 28. siječnja 1869. dokinuta je Hrvatska dvorska kancelarija, a 31. siječnja 1869. zaključuje svoje djelovanje, koje preuzima hrvatsko ministarstvo u Budimpešti dok se ne ustroji zemaljska autonomna vlada. Nakon sklapanja Hrvatsko-ugarske nagodbe, i zakonskog čl. II: 1869. o ustroju autonomne zemaljske vlade, njezine nadležnosti, 16. kolovoza 1869., preuzima Kraljevska dalmatinsko-hrvatsko-slavonska zemaljska vlada.